# Félix Magno
Félix Magno es un libro de caballerías español, publicado por primera vez en Barcelona en 1531, en la imprenta de Carlos Amorós, con el título de Los cuatro libros del valerosísimo caballero Félix Magno. Se ignora la identidad de su autor y solamente se sabe que fue criado de Don Fadrique de Portugal, obispo de Sigüenza y virrey de Cataluña. Aparentemente, la obra tuvo buena acogida en el público, porque el impresor Sebastián Trujillo la reimprimió en Sevilla en 1543 y 1549.
La obra relata la historia de Félix Magno, hijo del rey Falángriz de la Gran Bretaña y de la reina Clarinea, y su búsqueda de la gloria como salvación del alma y cuerpo. Gran parte de sus páginas se dedica a las luchas del paladín contra los musulmanes. En cada uno de los cuatro libros, el protagonista adopta un apelativo distinto.